# Jean Smart
Jean E. Smart (født 13. september 1951) er en amerikansk skuespillerinde. Hun er bedst kendt for tv-serierne Designing Women, 24 timer, og Samantha Who?. Smart har også optrådt i flere film, blandt andre The Rockin 'Brady's Family (1995). Hun er også kendt teaterskuespiller og har vundet to Emmy Awards.
Smart blev født i Seattle, Washington. Hun er uddannet fra Ballard High School i 1959 og derefter studerede hun på University of Washington.
Hun var gift med skuespilleren Richard Gilliland, som hun mødte arbejdet på filmen Designing Women, og fik sønnen, Connor sammen med.
Hun har haft rollen som Estelle Twisp, moren til hovedrollen i filmen Youth in Revolt fra 2009.

## Filmografi
- Gangsters (1979)
- Before and After (1979)
- Reggie (1983) (serie)
- Teachers Only (1983) (televisieserie)
- Single Bars, Single Women (1984)
- Maximum Security (1984) (serie)
- Piaf (1984)
- Flashpoint (1984)
- Protocol (1984)
- Fire with Fire (1986)
- A Fight for Jenny (1986)
- Designing Women (1986) (serie)
- Place at the Table (1987)
- Project X (1987)
- A Seduction in Travis County (1991)
- Locked Up: A Mother's Rage (1991)
- Baby Talk (1992)
- Mistress (1992)
- Overkill: The Aileen Wuornos Story (1992)
- Just My Imagination (1992)
- Homeward Bound: The Incredible Journey (1993)
- The Yarn Princess (1994)
- The Yearling (1994)
- Scarlett (1994)

- The Brady Bunch Movie (1995)
- A Stranger in Town (1995)
- High Society (1995) (serie)
- Edie and Pen (1996)
- Undue Influence (1997)
- Style and Substance (1998)
- The Odd Couple II (1998)
- A Change of Heart (1998)
- Guinevere (1999)
- Forever Fabulous (2000)
- Snow Day (2000)
- Disney's The Kid (2000)
- The Man Who Came to Dinner (2000)
- Static Shock (2000 – 2004)
- The Oblongs (2001) (serie)
- Kim Possible (2002) (serie)
- Frasier (1993) (serie)
- Sweet Home Alabama (2002)
- In-Laws (2002)
- Bringing Down the House (2003)
- Audrey's Rain (2004)
- Killer Instinct: From the Files of Agent Candice DeLong (2003)
- Garden State (2004)
- I Heart Huckabees (2004)
- Balto III: Wings of Change (2004)
- Center of the Universe (2004) (serie)
- A Very Married Christmas (2004)
- 24 (2006) (serie)
- Lucky You (2007)
- Tales from Earthsea (anime)
- Samantha Who? (2007) (serie)
- Hero Wanted (2008)
- Youth in Revolt (2010)